# Luan Vieira
Luan Guilherme de Jesus Vieira, conosciuto semplicemente come Luan o anche Luan Vieira (São José do Rio Preto, 27 marzo 1993), è un calciatore brasiliano, centrocampista svincolato.

## Caratteristiche tecniche
È un trequartista che può ricoprire anche posizioni più avanzate come quelle di seconda punta e punta centrale, ha una buona tecnica individuale, possiede un buon controllo di palla, ed è abile nel dribbling. Luan tira bene dalla media distanza, il suo pide forte è il destro, fa pure uso del colpo di testa. È capace di dare struttura al gioco offensivo anche come assist-man.
Calcia bene dal dischetto, rivelandosi un buon rigorista, in altre occasioni si è rivelato capace di segnare tramite i calci piazzati su punizione. Possiede un tiro potente oltre che preciso, è in grado di segnare calciando anche dalla lunga distanza.

## Carriera

### Club
Ha sempre giocato in Brasile, dopo aver iniziato nelle giovanili del Tanabi, nel 2013 passa in prestito a quelle dell'América (San Paolo), successivamente passa alla Catanduvense, con cui esordisce nel Campionato Paulista e infine, nel 2014, al Grêmio, con cui esordisce in campionato il 27 aprile 2014 nella vittoria per 2-1 contro l'Atlético Mineiro. Il 17 agosto 2014 segna il suo primo gol nella vittoria per 2-0 contro il Criciúma.
Nell'edizione 2015 segna dieci reti, il proprio record personale, la prima battendo per 3-1 il Corinthians, il suo gol decide la vittoria su 1-0 contro il Fluminense, sigla una rete anche contro l'Avaí vincendo per 2-1, inoltre segna una doppietta prima battenndo per 5-0 l'International e poi perdendo per 3-2 contro il Palmeiras.
Vince la Coppa del Brasile nel 2016 dove segna una sola rete, nella semifinale vinta per 2-0 contron il Cruzeiro. Nel 2017 conquista la Coppa Libertadores realizza una doppietta in ben tre vittorie contro il Deportes Iquique (3-2), il Zamora (4-0) e il Barcelona SC (3-0), l'ultimo gol lo realizza nella finale vinta per 2-1 contro il Lanús. Riesce a vincere l'edizione 2018 della Recopa Sudamericana che vede come avversaria l'Independiente, nella partita di andata Luan segna una rete nel pareggio per 1-1, mentre la partita di ritorno si conclude a reti inviolate fino alla conclusione dei tempi supplementari, il Grêmio vince ai calci di rigore dove Luan segna dal dischetto il gol del definitivo 5-4.
Successivamente gioca per il Corinthians, nell'edizione 2020 del campionato brasiliano segna due reti, la prima nel pareggio per 1-1 contro il Fortaleza e poi nella vittoria contro il Fluminense dove Luan realizza il gol del 5-0. Riesce a segnare una doppietta nel 2021 durante la Coppa Sudamericana battendo per 3-0 lo Sport Huancayo.
Nel 2022 gioca per il Santos dove Luan segna un solo gol, nel successo per 2-0 contro l'Athletico Paranaense, torna poi a giocare brevemente per il Grêmio e successivamente passa al Vitória dove gioca solo sei partite.

### Nazionale
Ha fatto parte delle nazionali Under-20 e Under-23 brasiliane. Con la prima ha vinto il Torneo di Tolone nel 2014: Luan segna il gol del 2-0 battendo la Corea del Sud, inoltre realizza una doppietta sconfiggendo per 7-0 il Qatar.
Viene convocato per le Olimpiadi 2016 in Brasile, nella fase a girone segna una rete battendo per 4-0 la Danimarca, nei quarti di finale realizza il gol del 2-0 sconfiggendo la Colombia, mentre in semifinale sigla una rete contro l'Honduras vincendo per 6-0, nella finale l'ultima avversaria è la Germania e la partita si conclude per 1-1 ma ai calci rigore vince il Brasile per 5-4 e Luan è tra i calciatori che segna dagli undici metri conquistando la medaglia d'oro.

## Statistiche

### Presenze nei club
Statistiche aggiornate al 30 giugno 2016.
| Stagione        | Squadra         | Campionato      | Campionato | Campionato | Coppe nazionali | Coppe nazionali | Coppe nazionali | Coppe continentali | Coppe continentali | Coppe continentali | Altre coppe | Altre coppe | Altre coppe | Totale | Totale | Totale |
| Stagione        | Squadra         | Comp            | Pres       | Reti       | Comp            | Pres            | Reti            | Comp               | Pres               | Reti               | Comp        | Pres        | Reti        | Pres   | Reti   |        |
| --------------- | --------------- | --------------- | ---------- | ---------- | --------------- | --------------- | --------------- | ------------------ | ------------------ | ------------------ | ----------- | ----------- | ----------- | ------ | ------ | ------ |
| 2013            | Catanduvense    | A1/SP           | 1          | 0          | -               | -               | -               | -                  | -                  | -                  | -           | -           | -           | 1      | 0      |        |
| 2014            | Grêmio          | PD/RS+A         | 14+28      | 3+4        | CB              | 1               | 0               | CL                 | 7                  | 1                  | -           | -           | -           | 50     | 8      |        |
| 2015            | Grêmio          | PD/RS+A         | 15+33      | 4+10       | CB              | 8               | 3               | -                  | -                  | -                  | -           | -           | -           | 56     | 17     |        |
| 2016            | Grêmio          | PD/RS+A         | 11+25      | 5+6        | CB              | 8               | 1               | CL                 | 8                  | 0                  | -           | -           | -           | 52     | 12     |        |
| 2017            | Grêmio          | PD/RS+A         | 12+20      | 3+7        | CB              | 1               | 0               | CL                 | 12                 | 8                  | -           | -           | -           | 44     | 18     |        |
| Totale Gremio   | Totale Gremio   | Totale Gremio   | 52+105     | 15+27      | -               | 18              | 4               | -                  | 20                 | 6                  | -           | -           | -           | 178    | 46     |        |
| Totale carriera | Totale carriera | Totale carriera | 141        | 36         | -               | 18              | 4               | -                  | 20                 | 6                  | -           | -           | -           | 179    | 46     |        |

### Cronologia presenze e reti in nazionale
| Cronologia completa delle presenze e delle reti in nazionale ― Brasile | Cronologia completa delle presenze e delle reti in nazionale ― Brasile | Cronologia completa delle presenze e delle reti in nazionale ― Brasile | Cronologia completa delle presenze e delle reti in nazionale ― Brasile | Cronologia completa delle presenze e delle reti in nazionale ― Brasile | Cronologia completa delle presenze e delle reti in nazionale ― Brasile | Cronologia completa delle presenze e delle reti in nazionale ― Brasile | Cronologia completa delle presenze e delle reti in nazionale ― Brasile |
| Data                                                                   | Città                                                                  | In casa                                                                | Risultato                                                              | Ospiti                                                                 | Competizione                                                           | Reti                                                                   | Note                                                                   |
| ---------------------------------------------------------------------- | ---------------------------------------------------------------------- | ---------------------------------------------------------------------- | ---------------------------------------------------------------------- | ---------------------------------------------------------------------- | ---------------------------------------------------------------------- | ---------------------------------------------------------------------- | ---------------------------------------------------------------------- |
| 26-1-2017                                                              | Rio de Janeiro                                                         | Brasile                                                                | 1 – 0                                                                  | Colombia                                                               | Amichevole                                                             | -                                                                      | 63’                                                                    |
| 1-9-2017                                                               | Porto Alegre                                                           | Brasile                                                                | 2 – 0                                                                  | Ecuador                                                                | Qual. Mondiali 2018                                                    | -                                                                      | 84’                                                                    |
| Totale                                                                 |                                                                        | Presenze                                                               | 2                                                                      |                                                                        | Reti                                                                   | 0                                                                      |                                                                        |

## Palmarès

### Club

#### Competizioni nazionali
- Coppa del Brasile: 1

Grêmio: 2016

#### Competizioni internazionali
- Coppa Libertadores: 1

Grêmio: 2017
- Recopa Sudamericana: 1

Grêmio: 2018

#### Competizioni statali
- Campionato Gaúcho: 2

Grêmio: 2018, 2019
- Campionato Baiano: 1

Vitória: 2024

### Nazionale
- Torneo di Tolone: 1

2014
- Oro olimpico: 1

Rio de Janeiro 2016

### Individuale
- Bola de Prata: 1

2015
- Calciatore sudamericano dell'anno: 1

2017